# Brabowan (Ngasem)
Brabowan is een bestuurslaag in het regentschap Bojonegoro van de provincie Oost-Java, Indonesië. Brabowan telt 1174 inwoners (volkstelling 2010).